# José Antonio Canales Rivera
José Antonio Canales Rivera más conocido como Canales Rivera (Barbate, Cádiz, 28 de marzo de 1974) es un torero y personaje mediático español.

## Biografía
Creció cerca de ambientes toreros, siendo sus tíos Paquirri y Riverita. Tomó su alternativa en la plaza de toros de Valencia el 20 de julio de 1996, siendo su padrino, Emilio Muñoz Vázquez, y testigo, Víctor Puerto, con toros de la ganadería de Puerto de San Lorenzo. La confirmación de la alternativa se realizó en Las Ventas el 13 de mayo de 1997 siendo su padrino Finito de Córdoba y testigo, Raúl Gracia "El Tato" con toros de la ganadería de Alipio Pérez-Tabernero. Señalar la faena de 1997 en la plaza de toros de Barcelona con toros de Murteira. A lo largo de su carrera ha sufrido varias cogidas como la de 1998 en La Malagueta o Balmaseda en 2010. En 2005 recibió el premio taurino de Gaditanos del Año siglo XXI otorgado por el Ateneo de Cádiz.
Desde sus inicios ha compaginado su carrera como torero con una actividad como personaje mediático, siendo habitual en el periodismo del corazón. Además, ha participado en diferentes formatos de telerrealidad como Supervivientes (2004) o Ven a cenar conmigo: gourmet edition (2019). Ha participado también en el reparo de telefilmes como Paquirri (2009). También ha sido colaborador en programas del corazón de audiencias masivas como Espejo Público, Sálvame o Deluxe, incluyendo en algunos de estos progamas su intervención o las de personas de su entorno personal o familiar.

## Televisión

### Programas de televisión
| Año             | Programa                              | Cadena    | Notas                      |
| --------------- | ------------------------------------- | --------- | -------------------------- |
| 2004            | La Selva de los FamoS.O.S.            | Antena 3  | Concursante - Ganador      |
| 2007            | El club de Flo                        | La Sexta  | Concursante - Ganador      |
| 2007-2008       | Las mañanas de Cuatro                 | Cuatro    | Colaborador                |
| 2011            | La noria                              | Telecinco | Invitado                   |
| 2013            | Splash! Famosos al agua               | Antena 3  | Concursante - 6º finalista |
| 2018            | Lazos de sangre                       | La 1      | Entrevistado               |
| 2019            | Ven a cenar conmigo: Gourmet edition  | Cuatro    | Participante - Ganador     |
| 2011; 2020-2023 | Sálvame                               | Telecinco | Invitado y colaborador     |
| 2011; 2020-2022 | Deluxe                                | Telecinco | Invitado y colaborador     |
| 2020            | Cantora: la herencia envenenada       | Telecinco | Invitado y colaborador     |
| 2020            | ¡Quiero dinero!                       | Telecinco | Participante               |
| 2021            | Sálvame Limón                         | Telecinco | Presentador                |
| 2021            | Secret Story: La Casa de los Secretos | Telecinco | Concursante - 7° expulsado |

### Series de televisión
| Año  | Serie     | Personaje     | Cadena    | Notas       |
| ---- | --------- | ------------- | --------- | ----------- |
| 2009 | Paquirri  | Beca Belmonte | Telecinco | 2 episodios |
| 2013 | Esposados | José Antonio  | Telecinco | 1 episodio  |

## Vida privada
Canales Rivera es hijo de José Antonio Canales (fallecido en junio de 2021), y de Teresa Rivera Pérez. Es sobrino de Paquirri, de quien su padre fue además chófer, y de Riverita. Los toreros Francisco Rivera Ordóñez y Cayetano Rivera Ordóñez son sus primos.
En 2004 contrajo matrimonio con la gaditana María del Carmen Fernández Deudero, divorciándose en 2016. De este matrimonio tiene dos hijos: José Antonio Pancho (2005) y Carmela Guadalupe (2007). Su pareja desde 2017 es Isabel Márquez, aunque entre sus relaciones anteriores se han contado personas famosas como la modelo Alba Carrillo.